# Paolo Boselli
Paolo Boselli (Savona 8 de junio de 1838-Roma 10 de marzo de 1932) fue un político italiano, primer ministro de Italia desde el 18 de junio de 1916 al 30 de octubre de 1917.
Elegido en el parlamento italiano en el 1870 en las filas de la derecha histórica, entre el 1872 y el 1874 participó en la comisión de investigación agraria. Inicialmente liberal, se acercó sucesivamente a Francesco Crispi y a partir de 1888 es ministro de Instrucción Pública, de Agricultura y de Finanzas.
Además fue elegido varias veces presidente de la provincia de Turín y apoyó la intervención del Reino de Italia en la Primera Guerra Mundial.
Tras la caída del gobierno de Antonio Salandra en junio de 1916 fue elegido primer ministro. Tuvo que dimitir el 29 de octubre de 1917, después de conocerse el desastre militar de la batalla de Caporetto, dado que siempre confió en la capacidad del general Luigi Cadorna, considerado máximo responsable de la derrota italiana en aquella batalla.
En el 1922 fue favorable al ascenso del fascismo, con el que comulgaba la aversión por el movimiento socialista y en el 1924 recibe el carné de honor del Partido Nacional Fascista. Su último acto político de relieve fue su participación en una comisión que aprobó los Pactos de Letrán del 1929.
| Predecesor: Antonio Salandra | Consejo de Ministros del Reino de Italia 1916-1917 | Sucesor: Vittorio Emanuele Orlando |